# Hedvigsfors
Hedvigsfors is een plaats in de gemeente Hudiksvall in het landschap Hälsingland en de provincie Gävleborgs län in Zweden. De plaats heeft 62 inwoners (2005) en een oppervlakte van 27 hectare.